# Klaus Fischer
Klaus Fischer (Kreuzstraßl, el 27 de desembre de 1949) és un exfutbolista i entrenador alemany. Com a futbolista destacava per les seves xilenes.